# Grupul Colonel Fischer (Austro-Ungaria)
Grupul Colonel Fischer (în germană Gruppe Oberst Fischer) a fost o grupare operativă de luptă cu structură mixtă de nivel tactic a Armatei Austro-Ungare, care a participat la acțiunile militare din Bucovina în timpul Primului Război Mondial. La comanda ei s-a aflat până la 6 ianuarie 1915 locotenent-colonelul (mai târziu colonelul) Eduard Fischer.
Nucleul grupării lui Fischer a fost constituit din jandarmii bucovineni, cărora li s-au alăturat grăniceri, voluntari și trupe de miliție. Prin conversia sa, în luna ianuarie 1915 a fost creată Brigada Papp Infanterie. 
Deoarece la începutul războiului ansamblul planului austro-ungar a prevăzut ca efortul ofensiv propriu să se concentreze pe teren între Cracovia si Lemberg, punând la dispoziție pentru aceasta trei armate, teritoriului bucovinean i-au revenit puține trupe, mai puține chiar decât cele aflate în Galiția Orientală. În acest context, responsabilitatea apărării Bucovinei a revenit Brigăzii 35 Landwehr comandată de generalul Münzel, în subordinea căreia a fost pus Corpul de Jandarmi al lui Fischer.
Fischer a primit de la Münzel sarcina de a se concentra la granița cu Basarabia pe porțiunea aflată între Prut și Nistru. În condițiile în care Münzel a rămas în Cernăuți, Fischer a strâns în seara zilei de 5 august la graniță aproximativ 50 de jandarmi, 600 de milițieni pedeștri și 80 de călăreți, cu o rezervă de aproximativ aceeași dimensiune situată la 10-20 de km în spate.
La 6 august 1918, Fischer a ordonat celor 26 de posturi aflate la frontiera cu Rusia să atace pe omologii lor din Brigăzile 20 și 22 Grăniceri ruse, spre a ocupa înălțimile dominante de pe teritoriul rus, din zona de graniță. Pozițiile respective au fost ținute până la 31 august 1918.
Grănicerii austro-ungari din arealul situat între Nistru și zona păduroasă, inclusiv Slobozia Rarancei, au fost primii militari ai Imperiului Austro-Ungar care au depășit  frontiera dintre cele două imperii.